# Szymon syn Kamitosa
Szymon syn Kamitosa, Szymon syn Kamitha (zm. po 18) – arcykapłan żydowski w latach 17-18.
Został mianowany na stanowisko przez Waleriusza Gratusa, prefekta Judei, w miejsce usuniętego Eleazara syna Annasza.
Już w 18 roku Gratus pojednał się z rodziną Annasza syna Setiego, pozbawił urzędu arcykapłańskiego Szymona i mianował jego następcą zięcia Annasza - Józefa Kajfasza.
Jego synem był Józef Kabi, arcykapłan w latach 60-61.